# アマレス兄弟
アマレス兄弟（あまれすきょうだい）は、フリーで活動しているお笑いコンビ、レスリング芸人。コンビ名に「兄弟」を冠しているが、実際の兄弟ではない。

## メンバー
アマレス兄（あまれすあに、1975年9月13日 - ）（49歳）
- 広島県三次市出身。
- 身長163cm、体重65kg、血液型AB型。
- 広島電機大学付属高校（現在の広島国際学院高等学校）卒業。
- 1995年デビュー。
- レスリングのインターハイに出場経験がある。
- 同じレスリング部に獣神サンダーライガー、総合格闘家プロレスラーの岡田剛史、プロレスリングノアの熊野準。
- 趣味はブランキー・ジェット・シティと映画（アル・パチーノ、クリント・イーストウッド、西川美和、クエンティン・タランティーノ、北野武）。

アマレス太郎（あまれすたろう、1984年1月15日 - ）（41歳）
- 本名は高八重正志。
- 埼玉県出身。
- 身長163cm、体重54kg、血液型A型。
- 2012年デビュー。
- 日本体育大学医療専門学校卒。
- 習い事マニア。お笑い学校4回（人力舎、オフィスバード、マセキ2回）、ボイストレーニング、ダンススクール、自己啓発セミナー、レスリング道場等を同時に通ってた時期がある。
- 田中麗奈が大好きで主演映画がんばっていきまっしょいのロケ地（愛媛県）に1人で何度も足を運んでいる。
- アマチュア格闘技イベントのQUINTETに出場経験があった。
- 柔道整復師の資格を所持しており、整骨院で勤務していた。
- 趣味はアイドル観賞（渡辺美奈代、CoCo、モーニング娘。、アンジュルム、BEYOOOOONDSなどハロー!プロジェクトのアイドル）。

## 概要
2016年4月にコンビ結成。ネタはレスリングを知らない人にむけて作られている。
2019年、2020年にはキングオブコント準々決勝進出。
2019年には全国少年少女レスリング連盟公認審判員の資格をコンビ揃って取得した。
当初は兄はプライム、太郎はニュースタッフプロダクションに所属していたが後にそれぞれ退社し、フリーで活動する。stand.fmより、ラジオトーク開始。主にアマレス太郎のトーク1000本タックルとして面識の無いの芸人さんと、一から交渉して初対面トークをしてる。
2021年、全裸監督2に出演した。
2022年、漫才協会に加入し、同年第4回ビートたけし杯決勝およびＧ-1グランプリ準決勝に進出。サガミハラエッジ芸人バトル３位入賞。同年大晦日RIZIN40柔術エキシビションマッチで原虎徹と対戦。
2023年、復活風雲たけし城に出演。同年11月、北野武監督作品の首に出演。それぞれ丁次、半次役の大抜擢。

## 出演

### 映画
- 首（北野武監督　2023年11月23日公開） -丁次（兄）、半次（太郎）
- Broken Rage（北野武監督　2025年2月14日公開、Amazon Prime Video）

### テレビ
- ぐ〜たくさん（中京テレビ）
- 欽ちゃん&香取慎吾の全日本仮装大賞
- ザ・細かすぎて伝わらないモノマネ2023冬（フジテレビ）
  - 鏡優翔選手とコラボ、『格が違うオリンピアン』等３ネタ披露し決勝進出
- ラヴィット（TBS）
- 家、ついて行ってイイですか?（テレビ東京）
- まだアプデしてないの?（テレビ朝日）
- 緊急生放送!超RIZIN２ 直前特別番組（テレビ埼玉）
- ザ・細かすぎて伝わらないモノマネ2023夏（フジテレビ）
  - アンドレ・ザ・ジャイアント、獣神サンダーライガー、小出義雄監督ネタ

- 前略、大とくさん（中京テレビ）
- ザ・細かすぎて伝わらないモノマネ2022（フジテレビ）
  - 初代タイガーマスクムーヴ、ベン・アフレックネタ披露

- ビートたけしの公開!お笑いオーディション（TBS）
- ロンドンハーツ（テレビ朝日）第2の背中ジャンプ
- くりぃむしちゅーのこれこそNo.1（テレビ朝日）
- ザ・細かすぎて伝わらないモノマネ2021（フジテレビ）
  - 『永遠ドロー』、『都市伝説』、『イカゲーム』
  - 兄のみ、第11、12、13、15、18、20回、紅白コラボスペシャル出場（主にサ行が言えない人）

- あらびき団（TBS）
- サンデージャポン（TBS）2018年3月より
- ザ・細かすぎて伝わらないモノマネ2020（フジテレビ）『見たい！』特別賞受賞
  - 音が違うアレクサンドル・カレリン、全盛期の吉田沙保里、史上最強吉田沙保里、泥酔レスラー、４本ネタ披露

- ウチのガヤがすみません!（日本テレビ) - 2018年1月30日[8]、2018年4月10日[9]、2018年6月19日[10]、2018年8月7日[11]、2018年12月18日[12]、2019年4月30日[13]、2019年6月25日[14]、2020年1月21日[15]、2021年2月2日
- ものまねグランプリ（日本テレビ)
- そろそろ にちようチャップリン (テレビ東京 ※土曜日チャップリンにも出演
- ザ・ベストワン（TBS）
- ザ・ベストワン特別編（TBS）

- ザ・細かすぎて伝わらないモノマネ2019（フジテレビ）
  - 子供の頃の吉田沙保里、新女王川井梨紗子。２ネタ披露、DEEPJEWELSアトム級チャンピオン前澤智コラボ

- FNS27時間テレビ (2019年) （フジテレビ 2019年11月）
- オールスター後夜祭（2019年4月7日[16]、TBS）
- コサキン・天海の超発掘!ものまねバラエティー マネもの（フジテレビ）2019 スポーツベスト3
- ザ・細かすぎて伝わらないモノマネ2018（フジテレビ）
  - 吉田沙保里vs伊調馨、トルコ人レスラー
- とんねるずのみなさんのおかげでした 細かすぎて伝わらないモノマネ選手権第23回大会ファイナル（フジテレビ）第３位
  - 川井梨紗子の独特の喜びの表現法、何ポイント入ってるか分からない攻防、省エネレスリング、レスリング体験に来た小島瑠璃子に対し全くTV向きの動きをしなかった伊調馨。
- MONSTERS5（フジテレビ）
- 村上マヨネーズのツッコませて頂きます!（関西テレビ）第2回恋愛ネタ‐1グランプリ[17]。
- ザキ山小屋（朝日放送）2019年 宴会芸人御一行様
- おはスタ（テレビ東京）
- 笑点 特大号（BS日テレ）
- 新春さんま総選挙2017（TBS）
- ビートたけしの映画小説大ヒットしたのに日本はなぜ勲章をくれないのかTV（TBS）
- ビートたけしの独立してマージン分ギャラ下げるからあと2回ヤラせてTV（TBS）
- 前略、西東さん（中京テレビ）
- ピエール瀧のしょんないTV（静岡朝日テレビ）
- クイズ☆タレント名鑑（TBS）『同窓生クイズ選手権』広島国際学院チーム
- 森田一義アワー 笑っていいとも!（フジテレビ系）
- NHK天才てれびくん[いつ?]（声優）
- カンムリ（2017年7月28日、中国放送）
- カープ道（広島ホームテレビ）
  - ｢新春SP カープが優勝したのに声が掛からなかった芸人集合｣（2017年1月1日）
  - ｢カープが優勝したのに声が掛からなかった芸人集合 ～後半戦～｣ （2017年1月7日）
  - 年末特番「祈!3連覇 カープ道､やっちゃいましたSP～それでもオファーがなかったカープ芸人～」(2017年12月29日)
  - ｢連覇したけど呼ばれなかった芸人大集合スピンオフ｣(2018年1月24日)
  - 「カープ芸人が振り返る!2018前半戦プレイバック」（2018年7月31日）
  - 「3連覇したけど呼ばれなかった芸人～前半」（2019年1月9日）
  - 「3連覇したけど呼ばれなかった芸人～後半」（2019年1月16日）
  - ｢ついに呼ばれなくなった芸人 1回戦」（2020年2月26日）
  - ｢ついに呼ばれなくなった芸人 2回戦」（2020年3月4日）
  - ｢アイドル的カープ道」（2020年3月11日）
  - ｢春の2軍カープ芸人」（2021年4月21日）
  - ｢カープ大好きなのに呼ばれない芸人」（2025年1月22日）

### ラジオ
- ナイツザ・ラジオショー（ニッポン放送）
- 爆笑問題の日曜サンデー（TBSラジオ）
- たまむすび（TBSラジオ）
- マイナビ Laughter Night（TBSラジオ） - 2017年6月30日[18]・12月8日[19]、2018年5月18日[20]・11月2日[21]

### WEB作品
- 風雲!たけし城（2023年4月28日、Amazon Prime Video）
- 全裸監督2（2021年6月24日、Netflix） - レスリング作品の出演者 役
- RIZIN TV
- あらびき団パラビき!パラビき!あらびき団～四天王編～2018 （Paravi）
- 石橋貴明プレミアム（AbemaTV）2019、2021[22]
- 新しい別の窓（AbemaTV）2018草彅剛とレスリング練習対決。2度対決。
- 格闘代理戦争（AbemaTV）
- 日村がゆく（AbemaTV）
- ONE Fighting Championship日本大会 格闘技大好き芸人（AbemaTV）2019年10月
- シモネタGP（2018）
- 市長さんといっしょ！～SDGsな我がふるさと～
- 企業対抗カラオケ選手権